# Дводомні рослини
Дводомні рослини — рослини, які мають одностатеві квітки; рослини, в яких одностатеві чоловічі (тичинкові) і жіночі (маточкові) квітки (або чоловічі і жіночі статеві органи в неквіткових рослин) розташовані на різних особинах.
Запилення відбувається тільки перехресним способом. У верби, наприклад, плоди зав'язуються лише тоді, коли пилок з чоловічих квіток, що розміщені на одних деревах, буде перенесений на жіночі квітки інших дерев. Велику роль у цьому відіграють бджоли. Дводомність — це пристосування до перехресного запилення. Попри це для дводомних рослин імовірність самозапилення повністю зникає. Недоліком такого пристосування є те, що половина популяції в цьому випадку не дає насіння.
У рослинному світі станом на 1966 рік таких рослин налічували небагато: 4-6 %.
До дводомних належать такі рослини: верба, кропива дводомна, лавр, обліпиха, омела, осика, спаржа, тополя, коноплі, шовковиця, шпинат, щавель, деякі види суниць.

## Дводомність у різних рослин
У мохоподібних (мохи, печіночники і антоцеротовидні) гаметофіти є повністю незалежними рослинами і виробляють спори лише одного типу (ізоспори). Насінні є різноспоровими рослинами, виробляючи спори двох різних розмірів (гетероспори). Гаметофіти насінних залежні від спорофіту і розвиваються всередині спор. У покритонасінних чоловічі гаметофіти розвивається в пилкових зернах, вироблених тичинками спорофіта, а жіночі гаметофіти розвиваються в насінних зачатках, вироблених жіночими плодолистками.

Чергування поколінь у рослин: спорофітове покоління виробляє спори, які дають початок гаметофітовому поколінню, яке виробляє гамети, які з'єднуються, щоби дати початок новому спорофітовому поколінню

Близько 65 % видів голонасінних є дводомними, але майже всі хвойні є однодомними.
У голонасінних дводомність і однодомність сильно корелюють зі способом розповсюдження пилку, однодомні види є здебільшого вітрозапильними, а дводомні є тваринозапильними.
Близько 6 % видів покритонасінних повністю дводомні і 7 % родів покритонасінних містять хоча б 1 дводомний вид. Дводомність є більш поширеною в деревних рослин і гетеротрофних видів. У більшості дводомних рослин, утворення чоловічих чи жіночих гаметофітів визначається генетично, але в деяких випадках може визначатися навколишнім середовищем, як у видів Arisaema.
Певні водорості є дводомними[прояснити: ком.]. Дводомність поширена в бурих водоростей і, можливо, бурі водорості пішли саме від дводомних предків.

## Еволюція дводомності
У рослин дводомні види зазвичай еволюціонують або від гермафродитних видів, або від однодомних видів з раніше неперевіреною гіпотезою, яка стверджує, що це відбувається для того, щоб уникнути інбридингу. Проте було показано, що дводомність пов'язана зі збільшенням генетичного різноманіття та більшим захистом від шкідливих мутацій. Незалежно від еволюційного шляху, проміжні стани повинні мати переваги у пристосуванні, щоби ці стани могли закріпитися.
Дводомність розвивається внаслідок чоловічого або жіночого безпліддя, хоча малоймовірно, що мутації, які призвели до чоловічого або жіночого безпліддя, відбувалися одночасно. У покритонасінних одностатеві квітки розвиваються з двостатевих. Дводомність зустрічається майже у половини родин рослин, але лише у меншості родів, що свідчить про те, що її еволюція відбулася недавно. У 160 родин, які мають дводомні види, дводомність, як вважають, розвивалася більш ніж 100 разів.
Родина Caricaceae, імовірно, еволюціонувала від рослин, які були дводомними.

### Від гермафродитизму
Дводомність зазвичай еволюціонує від гермафродитизму через гінодієцію, але також може еволюціонувати через андродієцію, через дистилію або через гетеростилію. У Айстрових дводомність могла еволюціонувати з гермафродитизму незалежно від 5 до 9 разів. Зворотний перехід, від дводомності назад до гермафродитизму, був також спостережений у айстрових і мохоподібних з частотою, приблизно вдвічі меншою, ніж для переходу від гермафродитизму до дводомності.
У Смілок, оскільки в них немає однодомності, припускають, що дводомність розвивалася через гінодієцію.

### Від однодомності
Дводомні рослини можуть еволюціонувати від однодомних предків, які мають квіти, що містять функціональні як тичинки, так і плодолистики. Деякі автори стверджують, що однодомність і дводомність пов'язані між собою.
У роді Стрілиці, так як у них є розподіл систем статей, було припущено, що дводомність розвинулась від однодомності через гінодієцію в основному завдяки мутаціям, які призвели до чоловічого безпліддя:478. Однак, оскільки стан рослин-предків невідомий, потрібно більше досліджень, щоби прояснити еволюцію дводомності з однодомності:478.